# 伊勢市立四郷中学校
伊勢市立四郷中学校（いせしりつしごうちゅうがっこう）は三重県伊勢市にあった公立中学校。

## 概要
戦前の神宮皇學館の学生寮を校舎としていたが、1963年度（昭和38年度）から新設される皇學館高等学校へ、校地を貸与することとなったため廃校となる。

## 沿革
- 1947年（昭和22年）5月 - 四郷村立四郷中学校が創立、四郷村立四郷小学校に併置する[3]。
- 1949年（昭和24年）4月 - 独立校舎に移転する[3]。
- 1955年（昭和30年）1月1日 - 四郷村が伊勢市に編入されるのに伴い伊勢市立四郷中学校に改称する。
- 1962年（昭和37年）末 - 皇學館が伊勢市に対し四郷中学校の譲渡を要望、当時の伊勢市長は深刻な高校進学難の解消を理由に協力の意向を示す[4]。
- 1963年（昭和38年）1月28日 - 伊勢市議会全員協議会において、下記の伊勢市教育委員会の案を了承する[5][6]。
  - 1963年度（昭和38年度）から四郷中学校（当時の生徒数384人）を倉田山中学校（当時の生徒数2,254人）に合併する。
  - 1964年度（昭和39年度）に新校舎の建設にかかり、1965年度（昭和40年度）の完成を目標に適正規模（約700人）の2つの中学校に分離する[7]。
  - 廃校後の四郷中学校の敷地を皇學館高等学校に10年間無償貸与する。
- 1963年（昭和38年）4月1日 - 倉田山中学校へ統合、廃校となる。